# Симен Данцигер
Симен Данцигер (хол. Siemen Danziger; cca 1579 - cca 1615), познатији по својим англицизованим именима Зајмен Дансекер (Zymen Danseker) и Симон де Дансер (Simon de Danser), па и The Danser („Плесач”), био је низоземски гусар и корсар из 17. века. Његово име је такође понекад писано Данзикер (Danziker), Данскер (Dansker) или Дансер (Danser) .
Дансекер и енглески гусар Џон Ворд били су два најистакнутија одметника која су оперисала на берберској обали током раног 17. века. Речено је да су обојица командовали ескадрама у Алжиру и Тунису које су могле да парирају својим европским панданима, и да су, као савезници, заједно представљали поморску силу (слично као што су то радили Оруч и Хајрудин Барбароса у претходном веку). Касније је у својој берберској каријери Дансекер постао познат под турским епитетом Симон-Реис (капетан Симон) .
Данцигер је заузео више од 40 бродова у двогодишњем периоду након што се „потурчио“ командујући огромном ескадром коју су сачињавали Енглези и Турци док је био у служби Алжира,  и заустављен је тек када је заробљен и погубљен 1611. године. 

## Живот
Као Низоземац, Дансекер је служио као корсар у Осамдесетогодишњем рату. Након тога се населио у француском граду Марсеју, оженивши се гувернеровом ћерком. Године 1607. украо је брод и отпловио за Алжир .  Нашавши се у служби Редвана, алжирског паше, водио је кратку, али озлоглашену каријеру као берберски гусар. Према Ини Б. Мекејб, он је увео округли брод на северноафричко подручје. 
Није јасно зашто се одметнуо у гусаре. У Берберији је био добродошао као непријатељ Шпанаца, те је у року од годину дана од доласка постао један од водећих капетана таифе реиси – берберског капетанског савета. Често је доносио шпански плен и затворенике у Алжир и због својих подвига постао је познат под именима Симон Реис, Дели-Реис (луди капетан) и Дели Капитан међу људима на берберској обали и Турцима . У своју флоту је уклапао запоседнуте бродове, а Алжир га је снабдевао људима и бродоградилиштима. Такође је био први који је извео Алжир кроз Гибралтарски мореуз, на највећу даљину коју је ико икад успешно прешао, допловивши чак до Исланда. Исланд ће касније нападнути берберски гусари 1616. године. Симон је заузео најмање четрдесет бродова и потонуо многе од њих током три идуће године. После још три године гусарења, постао је прилично богат и живео је у раскошној палати. Симон Плесач нападао је бродове било које земље, чинећи трговину у Средоземном мору све тежом за сваку државу. Многе су државе стога тражиле начине да зауставе његове нападе (противнападом, митом за сигуран пролаз или запошљавајући га као корсара у својој морнарици).
Симон се убрзо упознао са другим отпадницима, посебно са енглеским гусарима Питером Истоном и Џеком Вордом. Са тим другим је склопио моћан савез. У једном тренутку га је француска флота под заповедништвом Де Боље де Персака са подршком од 8 шпанских галија умало ухватила, али је због изненадне олује успео да побегне; пловио је дуж обале са својим бродовима тамо где га његови прогонитељи нису могли достићи. Још осам шпанских бојних бродова, под командом Дон Луиса Фахарда, и енглеска ескадра, под командом сер Томаса Шорлија, такође су у то време покушавали да ухвате Симона Плесача . Неки од подвига Симона Плесача помињу се у извештају који је написао Ендру Баркер 1609. године.
1609. године, док је заузимао шпански галеон кодВаленсије, Данзигер је искористио прилику да преко језуитских свештеника на броду дотури поруку Анрију IV и француском двору. Желео је да се врати у Марсеј, пошто је одавно тамо оставио супругу и децу, и тражио је да буде помилован за своје злочине. Касније те године поново се сусрео са породицом, недуго по доласку у Марсеј са четири добро наоружана ратна брода 17. новембра 1609. Поздрављен од војводе од Гиза, Дансекер му је предао „неке Турке на поклон, који су одмах послати на галије да веслају“, као и знатну суму у шпанском злату.
Данцигер је боравио у Марсеју годину дана када су га француске власти замолиле да поведе експедицију против гусара. Упркос гласинама о томе како је заробљен, касније исте године вратио се у Француску. 1615. године Луј XIII га је позвао да преговара о пуштању француских бродова које је држао Јусуф-Дахија у Тунису. Према извештају Вилијама Литгауа,   Данскера је Јусуф преваром намамио на обалу, заробили су га јањичари и одсекли му главу. 